# South Park: The Fractured But Whole
South Park: The Fractured But Whole (з англ. — «Південний парк: Роздроблений, але цілий») — рольова відеогра, розроблена студією Ubisoft San Francisco спільно з South Park Digital Studios для платформ PlayStation 4, Xbox One, ПК (Windows). Гра заснована на мультсеріалі «Південний парк» і є сіквелом гри «South Park: The Stick of Truth».

## Про гру
У грі доступні 10 супергеройських класів: Окидром (Speedster), Варвар (Brutalist), Бластер (Blaster), Елементаль (Elementalist), Кіборг (Cyborg), Медіум (Psychic), Кілер (Assassin), Технік (Gadgeteer), Флорист (Plantmancer), і Каратист (Martial Artist).
На відміну від The Stick of Truth, гра дозволяє гравцеві вибирати стать свого персонажа, який вплине на те, як інші персонажі будуть реагувати на гравця. Гра також включає в себе налаштування кольору шкіри, яка жартома позначена як рівень складності. Повзунок не впливає на бойові труднощі, скоріше, як з гравцем будуть розмовляти інші персонажі і яку суму грошей гравець буде отримувати в грі.